# 千葉眞
千葉 眞（ちば しん、1949年 - ）は、日本の政治学者。専門は政治思想史、プロテスタント神学。国際基督教大学名誉教授。プリンストン神学大学博士。

## 経歴
宮城県生まれ。早稲田大学高等学院を経て、1972年早稲田大学政治経済学部政治学科卒業。1978年同大学院政治学研究科修士課程修了。1974年米国アマースト大学教養学部政治学科を卒業し、 B. A.（政治学）、1976年英国オックスフォード大学マンスフィールド・コレッジで B. A.[M. A.]（神学）取得。早稲田大学学部時代は清水望に憲法学を、大学院進学後は藤原保信と飯坂良明に政治思想を学ぶ。1983年プリンストン神学大学でPh. D.（政治倫理学）の学位を取得。
1984年国際基督教大学教養学部社会科学科専任講師、86年同助教授、88年同準教授、95年同教授。2015年同特任教授。2020年定年退職。この間に大学院部長、平和研究所所長を務める。2006年7月から2008年5月まで日本学術会議の協力学術研究団体の政治思想学会代表理事を務めた。

## 人物
ニーバーの理想主義的現実主義とモルトマンの政治神学に啓発され、研究生活をスタートさせる。現代プロテスタント政治思想研究のみならず、政治思想研究における第一人者とされる。
1980年代中葉からハンナ・アーレントを研究対象とし、21世紀に入ってからは日本国憲法の政治思想史的なとらえなおしを精力的に進め、国際基督教大学では文部科学省の21世紀COEプログラムの拠点サブ・リーダーを務めた。
内村鑑三の無教会主義に関する研究も行っている。近年ではチャールズ・テイラーとの関連で、宗教と世俗化に関する研究でも知られる。監訳を務めたテイラー著『世俗の時代』の邦訳は第56回日本翻訳出版文化賞を受賞した。
「九条科学者の会」呼びかけ人を務めている。さらに「96条の会」の発起人、立憲デモクラシーの会の呼びかけ人の一人として名を連ね、精力的に活動している。

## 著書

### 単著
- 『現代プロテスタンティズムの政治思想――R・ニーバーとJ・モルトマンの比較研究』（新教出版社, 1988年）
- 『ラディカル・デモクラシーの地平――自由・差異・共通善』（新評論, 1995年）
- 『アーレントと現代――自由の政治とその展望』（岩波書店, 1996年）
- 『デモクラシー』（岩波書店, 2000年）
- 『二十一世紀と福音信仰』（教文館, 2001年）
- 『「未完の革命」としての平和憲法――立憲主義思想史から考える』（岩波書店, 2009年）
- 『連邦主義とコスモポリタニズム――思想・運動・制度構想』（風行社，2014年）
- 『資本主義・デモクラシー・エコロジー――危機の時代の「突破口」を求めて』（筑摩選書）（筑摩書房，2022年）

### 編著
- 『講座政治学（2）政治思想史』（三嶺書房, 2002年）
- 『平和運動と平和主義の現在』（風行社, 2008年）
- 『平和の政治思想史』（おうふう, 2009年）

### 共編著
- （藤原保信）『政治思想の現在』（早稲田大学出版部, 1990年）
- Christian Ethics in Ecumenical Context: Theology, Culture, and Politics in Dialogue, co-edited with George R. Hunsberger and Lester Edwin J. Ruiz, (William B. Eerdmans Pub., 1995).
- （佐藤正志・飯島昇藏）『政治と倫理のあいだ――21世紀の規範理論に向けて』（昭和堂, 2001年）
- Toward a Peaceable Future: Redefining Peace, Security, and Kyosei from a Multidisciplinary Perspective, co-edited with Yoichiro Murakami and Noriko Kawamura, (Thomas S. Foley Institute for Public Policy and Public Service, 2005).
- （大西直樹）『歴史のなかの政教分離――英米におけるその起源と展開』（彩流社, 2006年）
- （小林正弥）『平和憲法と公共哲学』（晃洋書房, 2007年）
- （鷲見誠一）『ヨーロッパにおける政治思想史と精神史の交叉――過去を省み、未来へ進む』（慶應義塾大学出版会, 2008年）
- Peace Movements and Pacifism after September 11, co-edited with Thomas J. Schoenbaum, (Edward Elgar, 2008).
- (村上陽一郎）『平和と和解のグランドデザイン――東アジアにおける共生を求めて』（風行社、2009年）
- Building New Pathways to Peace, co-edited with Noriko Kawamura and Yoichiro Murakami (University of Washington Press, 2011).

### 訳書
- アーヴィング・ハウ編『世紀末の診断』（みすず書房, 1985年）
- Z. A. ペルチンスキー・J. グレイ『自由論の系譜』（行人社, 1987年）
- シェルドン・S・ウォリン『政治学批判』（みすず書房, 1988年）
- デイヴィッド・マクレラン『イデオロギー』（昭和堂, 1992年）
- シャンタル・ムフ『政治的なるものの再興』（日本経済評論社, 1998年）
- ウィル・キムリッカ『現代政治理論』（日本経済評論社, 2002年／新版（原著第二版）, 2005年）
- ハンナ・アーレント『アウグスティヌスの愛の概念』（みすず書房, 2002年、新版2021年）
- シェルドン・S・ウォリン『アメリカ憲法の呪縛』（みすず書房, 2006年）
- エルネスト・ラクラウ, シャンタル・ムフ『民主主義の革命――ヘゲモニーとポスト・マルクス主義』（筑摩書房（ちくま学芸文庫）、2012年）
- チャールズ・テイラー『世俗の時代 【上・下】』（監訳、名古屋大学出版会、2020年）、第56回日本翻訳出版文化賞受賞
- ラインホルド・ニーバー『道徳的人間と非道徳的社会』（岩波文庫, 2024年）
- ハンナ・アーレント『人間の条件』（筑摩書房, 2025年）

## 論文

### 雑誌論文
- 「オーウェル的世界とキリスト教」『福音と世界』第39巻・第13号（1984年）
- 「アーレントと近代世界――超越性の位相転換」『社会科学ジャーナル』第24号1号（1985年）
- 「預言者宗教と現代」『福音と世界』第43巻・第4号（1988年）
- 「現代国家と正統性の危機――シェルドン・S・ウォリンのデモクラシー論」『思想』第784号（1989年）
- 「世界の変容とキリスト教社会倫理——デモクラシーとエコロジー」『福音と世界』第45巻・第14号（1990年）
- 「信仰、希望、愛――「第二の宗教改革」への序言」『福音と世界』第47巻・第10号（1992年）
- 「エコロジーの政治哲学の形成に向けて」『地球環境研究』第22号（1992年）
- 「内村鑑三──非戦の論理とその特質」日本政治学会編『年報政治学』（岩波書店, 1992年）
- 「内村鑑三の自然観とエコロジー」『内村鑑三研究』第30号（1994年）
- 「愛の概念と政治的なるもの――アーレントと集合的アイデンティティーの構成」『思想』844号（1994年）
- "Hannah Arendt on Love and the Political: Love, Friendship, and Citizenship," The Review of Politics, vol. 57. no. 3 (1995).
- "Hannah Arendt and the Politics of Freedom," Waseda Political Studies, no. 27 (1995).
- 「デモクラシーと政治の概念――ラディカル・デモクラシーにむけて」『思想』第867号（1996年）
- 「核兵器の出現と人間の自由――アーレント政治哲学の一局面」『現代思想』第25巻・第8号（1997年）
- 「核兵器出現後の政治」『世界』第670号（2000年）
- 「エコロジーと政治――政治思想史の視点から」『政治思想研究』第1号（2001年）
- 「『帝国の戦争』が明らかにしたもの」『論座』第97号（2003年）
- 「破られた契約──憲法平和主義の危機とその復権に向けて」『世界』第714号（2003年）
- 「資本主義は21世紀の人類の幸福に貢献するのか」『UP』第369号（2003年）
- 「立憲主義の危機と市民政治の将来──試練の中の平和憲法と平和陣営」『法律時報』第76巻第7号（2004年）
- 「アーレントにおける私的なものに関する一考察」『いいちこ』（2005年）
- 「アメリカにおける政治と宗教の現在——新帝国主義とキリスト教原理主義」『思想』第975号（2005年）
- 「平和憲法のリアリズム」『季刊・無教会』第4号（2006年）
- 「政治と暴力――一つの理論的考察」日本政治学会編『年報政治学・政治における暴力 2009-II』（2009年）
- 「「小国」平和主義のすすめ」『思想』第1136号（2018年）
- 「南原繁における「宗教と政治」――ナチズム批判と価値並行論を中心に」『思想』第1160号（2020年）

### 単行本所収論文
- 「市民社会・市民・公共性」佐々木毅・金泰昌編『国家と人間と公共性（公共哲学5）』（東京大学出版会、2002年）
- 「近代批判の諸相――H・アーレント、H・ブルーメンベルク、C・テイラー」 鷲見誠一編『転換期の政治思想』（創文社、2002年）
- 「戦後日本の社会契約は破棄されたのか──政治思想史からの徹底平和主義」小林正弥編『戦争批判の公共哲学』（勁草書房、2003年）
- 「連邦主義」古賀敬太編『政治概念の歴史的展開（1）』（晃洋書房、2004年）
- 「政治における正義――ハンナ・アーレント」聖心女子大学キリスト教文化研究所編『共生と平和への道――報復の正義から赦しの正義へ』（春秋社、2005年）
- 「十五年戦争期の無教会――非戦論と天皇制問題を中心に」富坂キリスト教センター編『近現代天皇制を考える（3）十五年戦争期の天皇制とキリスト教』（新教出版社、2007年）
- 「平和の思想について——グランドセオリー構築との関連で」植田隆子・町野朔編『平和のグランドセオリー序説』（風行社、2007年）
- “Is grand theory possible today,” in A Grand Design for Peace and Reconciliation eds. Yoichiro Murakami and Thomas J. Schoenbaum (Edward Elgar, 2008).
- “For realizing Wa and Kyosei in East Asia,” in A Grand Design for Peace and Reconciliation, eds. Yoichiro Murakami and Thomas J. Schoenbaum (Edward Elgar, 2008).
- 「後期近代国家と民主主義的アカウンタビリティ――正統性の危機と戦争責任問題」眞柄秀子編『デモクラシーとアカウンタビリティ』（風行社、2010年）
- “Civil society in Japan: Peace movements and the post-war Japanese Constitution,” in Globality, Democracy, and Civil Society, eds. Terrell Carver and Jens Bartelson (Routledge, 2010).
- 「ポスト・デモクラシーの時代なのか――普天間問題、政治の迷走、ジャーナリズムの劣化」宮本憲一・西谷修・遠藤誠治編『普天間基地問題から何が見えてきたか』（岩波書店、2010年）
- “On Perspectives on Peace: The Hebraic Idea of Shalom and Prince Shotoku’s Idea of Wa,” in Building New Pathways to Peace, eds. Noriko Kawamura, Yoichiro Murakami, and Shin Chiba (Seattle and London: University of Washington Press, 2011).
- 「憲法平和主義の系譜vs.「積極平和主義」」樋口陽一・山口二郎編『安倍流改憲にNOを！』（岩波書店、2015年）
- 「代表制民主主義と参加民主主義との確執」山口二郎・杉田敦・長谷部恭男編『立憲デモクラシー講座　憲法と民主主義を学びなおす』（岩波書店、2016年）